# Hay que vencer o morir
Hay que vencer o morir  es una película documental en blanco y negro de Argentina que se estrenó el 2 de octubre de 1934.

## Sinopsis
Se trata de una película documental sobre paisajes argentinos con un título ajeno al contenido  y estrenada como complemento de la película principal.

## Comentarios
El Heraldo del Cine comentó sobre el filme:

”Fotografía borrosa y vacilante, leyendas mal redactadas y el film en general presentado en forma desordenada.”